# Judo tại Đại hội Thể thao Đông Nam Á 1983
Judo tại Đại hội Thể thao Đông Nam Á năm 1983 được tổ chức từ 30 tháng 5 đến 3 tháng 6 năm 1983 tại Viện Công nghệ Nanyang, Singapore. Chương trình thi đấu bao gồm cả nội dung nam và nữ với nhiều hạng cân từ dưới 60 kg đến hạng mở (open). Indonesia tiếp tục thống trị môn Judo với 8 huy chương vàng.

## Tóm tắt kết quả

### Nam
| Hạng cân   | Vàng                    | Bạc                   | Đồng                                 |
| ---------- | ----------------------- | --------------------- | ------------------------------------ |
| Dưới 60 kg | Agus Prijono            | Kitti Petdasada       | Ding Gee Sing Zamani Yusoff          |
| Trên 65 kg | Bambang Prakarsa        | Pakit Santhisiri      | Tang Soon Onn                        |
| 71 kg      | Polsak Riatmaneesri     | Andres Macion         | Woi Yim Tiong                        |
| Dưới 78 kg | Joh Heng Phie           | Marug Techawanit      | Oscar Bautista Teo Yaw Hock          |
| Dưới 86 kg | Hassabodin Rojanachiva  | Oentung Putro Setiono | Rolan Llamas Manmohan Singh          |
| Dưới 95 kg | Haryanto Chandra        | T. M. Sundram         |                                      |
| Trên 95 kg | Perrence George Pantouw | Ho Yen Chye           |                                      |
| Open       | Perrence George Pantouw | Haryanto Chandra      | Hussabodin Rajanachiva Panya Diswath |

### Nữ
| Hạng cân   | Vàng                 | Bạc                    | Đồng                          |
| ---------- | -------------------- | ---------------------- | ----------------------------- |
| 48 kg      | Chaifrmsrtmuenuichit | Violet Lee             | Thi Thi Sein Dina Panganiban  |
| Dưới 52 kg | Sri Rahayu           | Nantika Jennantakajorn | Ho Lee Mee                    |
| Dưới 56 kg | Lamai Yardtorng      | Enny Tri Astuti        | Agnes Vallejo                 |
| 61 kg      | Maria Teresa Padre   | Phyu Phyu Thant        | Sayu Gde Pujiati              |
| 66 kg      | Elly Amalia          | Lai Siew Yoong         | Neo Lee Hong                  |
| Dưới 72 kg | Khin Mu Mu           | Pujawati Utama         | Aree Leelachan                |
| Trên 72 kg | Eleen Tinio          | Suparta Yompakdee      | Ida Iriani Kandi Annette Keet |
| Open       | Khin Mu Mu           | Eleen Tinio            | Elly Amalia Sri Rahayu        |

## Bảng huy chương
| Hạng               | Đoàn               | Vàng | Bạc | Đồng | Tổng số |
| ------------------ | ------------------ | ---- | --- | ---- | ------- |
| 1                  | Indonesia (INA)    | 8    | 4   | 4    | 16      |
| 2                  | Thái Lan (THA)     | 4    | 5   | 3    | 12      |
| 3                  | Philippines (PHI)  | 2    | 2   | 4    | 8       |
| 4                  | Myanmar (MYA)      | 2    | 1   | 1    | 4       |
| 5                  | Singapore (SIN)    | 0    | 3   | 4    | 7       |
| 6                  | Malaysia (MAS)     | 0    | 1   | 5    | 6       |
| Tổng số (6 đơn vị) | Tổng số (6 đơn vị) | 16   | 16  | 21   | 53      |